# Верхний Нар
Верхний Нар (дигор. Уæллаг Нарæ, ирон. Уæллаг Нар) — село в Ирафском районе Республики Северная Осетия-Алания. Входит в состав Задалеского сельского поселения.

## География
Расположено в юго-западной части Северной Осетии и находится на правом берегу реки Урух, в 1 км к северо-востоку от центра сельского поселения Мацута, в 33 км к югу от Чиколы и в 100 км к юго-западу от Владикавказа. 

## Население
| 2002 | 2010 | 2021 |
| ---- | ---- | ---- |
| 6    | ↘5   | ↘3   |

## Инфраструктура
Нет данных.

## Транспорт
Относится к местностям с низкой транспортной освоенностью и ограниченными сроками транспортной доступности (Закон Республики Северная Осетия-Алания от 21.01.1999 № 3-з «О труднодоступных и отдаленных местностях Республики Северная Осетия-Алания»).